# Sinfonía n.º 43 (Haydn)

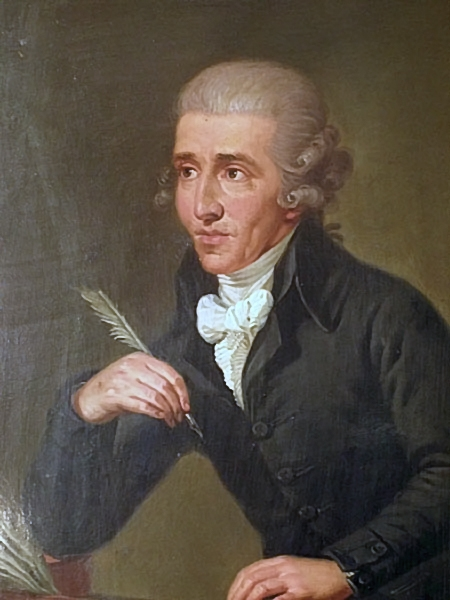
Haydn hacia 1770.

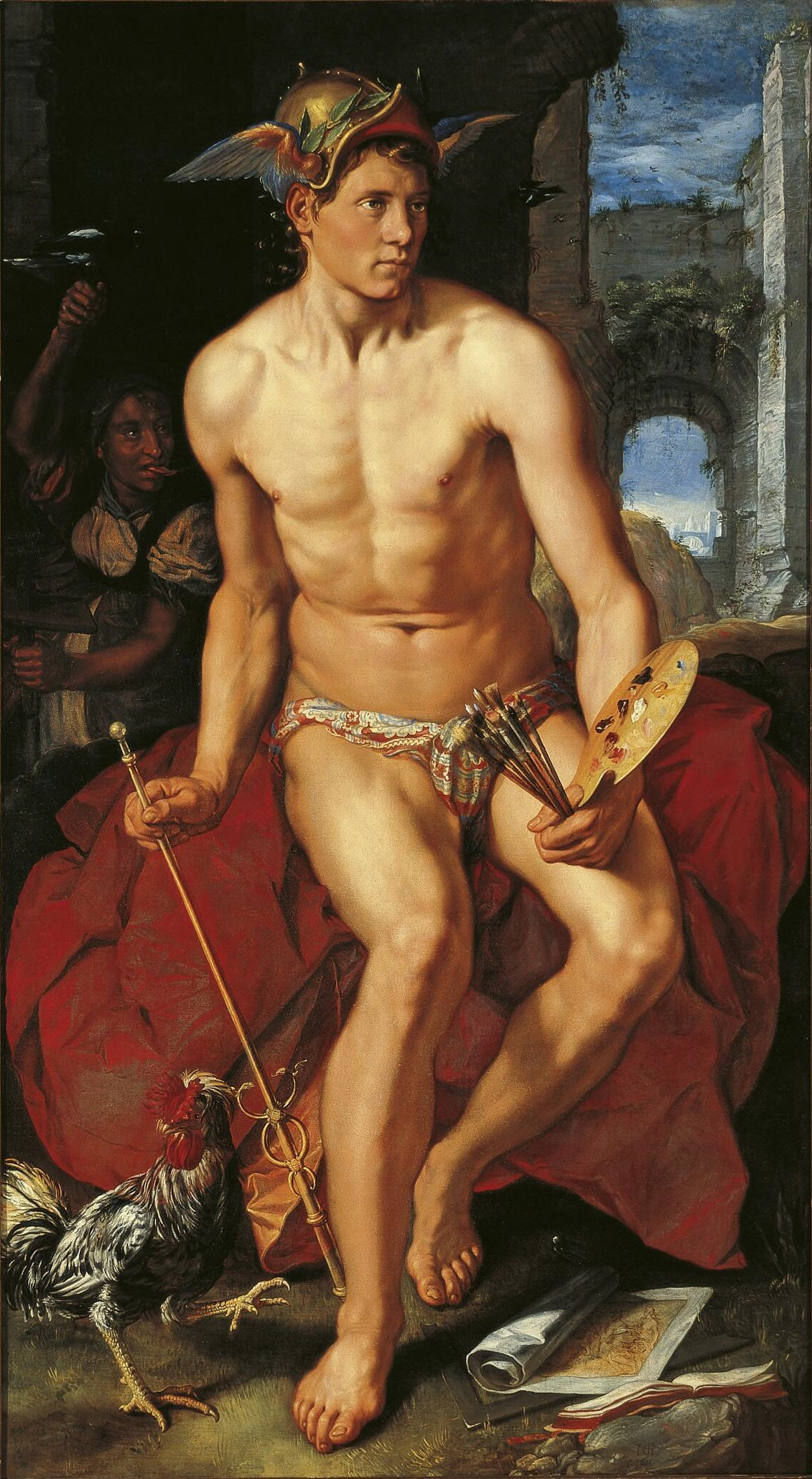
El dios romano Mercurio representado por Goltzius.

La Sinfonía n.º 43 en mi bemol mayor, Hob. I:43, también conocida como Mercurio o en alemán Merkur, fue compuesta por Joseph Haydn entre 1770 y 1771, durante el periodo Sturm und Drang del compositor.

## Historia
La producción sinfónica del maestro austríaco puede dividirse a grandes rasgos en tres bloques temporales: el primer bloque (1757-1761) se corresponde con su periodo al servicio del conde Carl von Morzin (n.º 1 - n.º 5); el segundo bloque en la corte Esterházy (1761-1790 pero con la última sinfonía para el público de Esterházy en 1781); y el tercer bloque (1782-1795) comprende las Sinfonías de París (n.º 82 - n.º 87) y las Sinfonías de Londres (n.º 93 - n.º 104). El 1 de mayo de 1761 el compositor firmó su contrato como vice-kapellmeister (más tarde kapellmeister) de la familia Esterházy, que nominalmente duró 48 años, hasta su muerte.
La composición de esta pieza se desarrolló entre 1770 y 1771. Desde el siglo XIX ha recibido el sobrenombre de "Mercurio".

## Instrumentación
La partitura está escrita para una orquesta formada por:
- Viento madera: 2 oboes y 1 fagot.
- Viento metal: 2 trompas.
- Cuerda: una sección de cuerdas con 2 violines, viola, violonchelo y contrabajo.
- Teclado: clavecín como bajo continuo.

En aquella época se solía emplear un fagot para amplificar la voz del bajo, incluso sin una notación separada. En cuanto a la participación del clavecín como bajo continuo en las sinfonías de Haydn existen diversas opiniones entre los estudiosos: James Webster se sitúa en contra; Hartmut Haenchen a favor; Jamie James en su artículo para The New York Times presenta diferentes posiciones por parte de Roy Goodman, Christopher Hogwood, H. C. Robbins Landon y James Webster. A partir de 2019 la mayor parte de las orquestas con instrumentos modernos no utiliza el clavecín como continuo. No obstante, existen grabaciones con clavecín en el bajo continuo realizadas por: Trevor Pinnock (Sturm und Drang Symphonies, Archiv, 1989-1990); Nikolaus Harnoncourt (n.º 6–8, Das Alte Werk, 1990); Sigiswald Kuijken (incluidas las Sinfonías de París y Londres; Virgin, 1988-1995); Roy Goodman (Ej. n.º 1-25, 70-78, 82-87; Hyperion, 2002).

## Estructura y análisis
La sinfonía consta de cuatro movimientos:
- I. Allegro, en mi bemol mayor 3
4
- II. Adagio, en la bemol mayor 2
4
- III. Menuet – Trio, en mi bemol mayor 3
4
- IV. Allegro, en mi bemol mayor 2
2

La interpretación de esta obra dura aproximadamente entre 20 y 25 minutos. Se trata de una de las sinfonías "de cámara" de Haydn, lo que indica no sólo la ausencia de timbales y trompetas, sino también el estilo de escritura. Este tipo de sinfonía suele tener una textura más ligera, con temas más líricos que las llamadas "grandes" sinfonías. Haydn fusionaría estas características en gran medida en sus sinfonías posteriores, pero esta obra relativamente temprana mantiene una calidad camerística distintiva. Fechada en los años en que el compositor estuvo al servicio de la familia Esterházy, lo más probable es que fuera compuesta entre 1766 y 1772.

### I.Allegro
El primer movimiento, Allegro, está escrito en la tonalidad de mi bemol mayor, en compás de 3/4 y sigue la forma sonata. El material temático del inicio de la sinfonía no cae en los típicos grupos de ideas de dos, cuatro u ocho compases. El tema principal, uno de los más largos que escribió Haydn, es descaradamente lírico y de movimiento lento, sostenido por una progresión armónica inusual. La orquestación es transparente, con las trompas trabajando en la periferia. Una vez que llega el tema secundario, descubrimos que en realidad es una recapitulación variada del primer tema, pero en la dominante. La falsa recapitulación de la sección de desarrollo tiene algo de ópera bufa, mientras que en la recapitulación real Haydn se permite detenerse en el tema principal incluso más tiempo que en la exposición.

### II.Adagio
El segundo movimiento, Adagio, está en la bemol mayor y en compás de 2/4. El movimiento lento es exuberante y está interpretado en su mayor parte por las cuerdas. Haydn dedica un tiempo inusual a elaborar el tema principal. Quizá debido a este exceso, la sección de desarrollo no se articula en torno al tema, sino sobre un fragmento consistente en tres semicorcheas repetidas seguidas de dos corcheas que suben o bajan. El musicólogo H. C. Robbins Landon describe el movimiento lento "como una sinfonía de cámara que empieza con las cuerdas con sordina". Es el único movimiento de la producción sinfónica de Haydn que está en la tonalidad de la bemol mayor.

### III.Menuet–Trio
El tercer movimiento, Menuet – Trio, está en mi bemol mayor y el compás es 3/4. En el minueto, que recuerda claramente al Ländler austríaco, el contraste armónico es primordial. La elegante sección del trío comienza en do menor, y su primera mitad pasa a si bemol mayor (la dominante del minueto). Esta armonía no va donde esperamos, ya que la segunda parte del trío comienza de nuevo en do menor, pasando finalmente a mi bemol de la dominante del minueto. Como en el movimiento lento, los vientos se utilizan con moderación.

### IV.Allegro
El cuarto y último movimiento, Allegro, retoma la tonalidad inicial y el compás es alla breve. En lugar de un Finale enérgico y efervescente que podría cerrar una de las "grandes" sinfonías, Haydn escribe para esta obra un Finale con un tema largo y legato. La coda es muy inusual, ya que no concluye con una "explosión", sino que consiste en pasajes líricos que disminuyen tanto en dinámica como en instrumentación, lo que lleva a un momento de silencio. Haydn pide entonces un último pasaje tutti antes del cierre.